# Bariq
Bariq (auch Bareq, Barik; arabisch بارق, DMG Bāriq) ist eine Stadt in Saudi-Arabien. Sie liegt im Südwesten der Arabischen Halbinsel, etwa 120 km von Abha. Barik liegt 380 Meter über dem Meer, gehört zur Provinz Asir und hat etwa 50.000 Einwohner (2010).

## Geschichte
Bariq soll vor etwa 2500 Jahren von einem jemenitischen Stamm gegründet worden sein. Die hinter einem Korallenriff gelegene natürliche Bucht bot einen günstigen Stützpunkt für Fischer.
Im Jahre 631 nahmen die Banu Bariq den Islam an. Kleinere Aufstände während der Ridda-Kriege wurden 632 durch den Gouverneur von Ta'if ʿUthmān ibn al-ʿĀs niedergeschlagen. 634 schlossen sich einige Männer von den Bariq der Expedition an, die ʿUmar ibn al-Chattāb in den Irak entsandte. Im Jahre 658 unterstützten die Bariq, die sich in Basra angesiedelt hatten, Ziyād ibn Abī Sufyān gegen den arabischen Stamm der Tamīm.
Von 1800 an bis Anfang des 20. Jahrhunderts wurde Dschidda vom Osmanischen Reich verwaltet und war Teil des unabhängigen Hedschas. 1924 kam der Hedschas unter die Herrschaft von Ibn Saud, dem Gründer des modernen Königreichs Saudi-Arabien.

## Klima
Die durchschnittliche Jahrestemperatur liegt bei 28 °C. Die wärmsten Monate sind Juli und August mit durchschnittlich über 39 °C, die kältesten Januar und Februar mit etwas über 17 °C. Die Sommertemperaturen können während der Hitzeperioden, die oft mehrere Tage andauern und von Juni bis August auftreten, bis über 40 °C im Schatten erreichen. Die durchschnittliche jährliche Niederschlagsmenge liegt bei 300 Millimeter. Die meisten Niederschläge fallen in den Monaten November und Dezember mit durchschnittlich 50 und 64 mm, die geringsten Niederschläge werden für die Monate Mai, Juni und Juli mit je 8, 7 und 9 mm im Mittel verzeichnet.